# Lucius Iulius Graecinus
Lucius Iulius Graecinus (mort fin 39 ou, plus vraisemblablement, 40 apr. J.-C.) était un homme politique du début de l'Empire romain. Il est aussi connu pour avoir écrit un ouvrage d'agronomie, en l'occurrence un traité de viticulture, perdu.

## Biographie
Fils d'un certain Lucius, Lucius Iulius Graecinus était originaire de Forum Iulii (aujourd'hui Fréjus) et avait initialement le rang de chevalier. Il devint membre du Sénat sous le règne de l'empereur Tibère et occupa les fonctions de tribun et de préteur. Il était marié à Iulia Procilla et par elle il eut un fils, Gnaeus Iulius Agricola, qui devint plus tard le beau-père du célèbre historien romain Tacite. Caligula demanda à Graecinus de porter des accusations contre Marcus Iunius Silanus. Mais, s'étant heurté à un refus, il fit exécuter Graecinus. Cela valut au père d'Agricola une épitaphe élogieuse de Sénèque, qui salue dans son De beneficiis cette "âme d'élite". Son tombeau a probablement été érigé sur l'Esquilin à Rome, si l'on en croit une inscription retrouvée là en 1940.
Cultivé, Graecinus s'est également distingué comme auteur d'ouvrages agronomiques. Il a écrit un livre, non conservé, sur la viticulture, qui était en deux parties. Selon Pline l'Ancien, il aurait pris Celsus comme point de départ. Dans tous les cas, le travail de Graecinus a servi à Columelle de source pour ses propres livres sur la viticulture, où il cite parfois Graecinus textuellement. Pline déclare que Graecinus était l'une des sources qu'il a utilisées pour la rédaction des livres 14 à 18 de son Naturalis historia, bien qu'il ne soit pas souvent cité par son nom dans le texte.
L'Histoire littéraire de la France lui a consacré un chapitre.